# Hněvkovice na levém břehu Vltavy

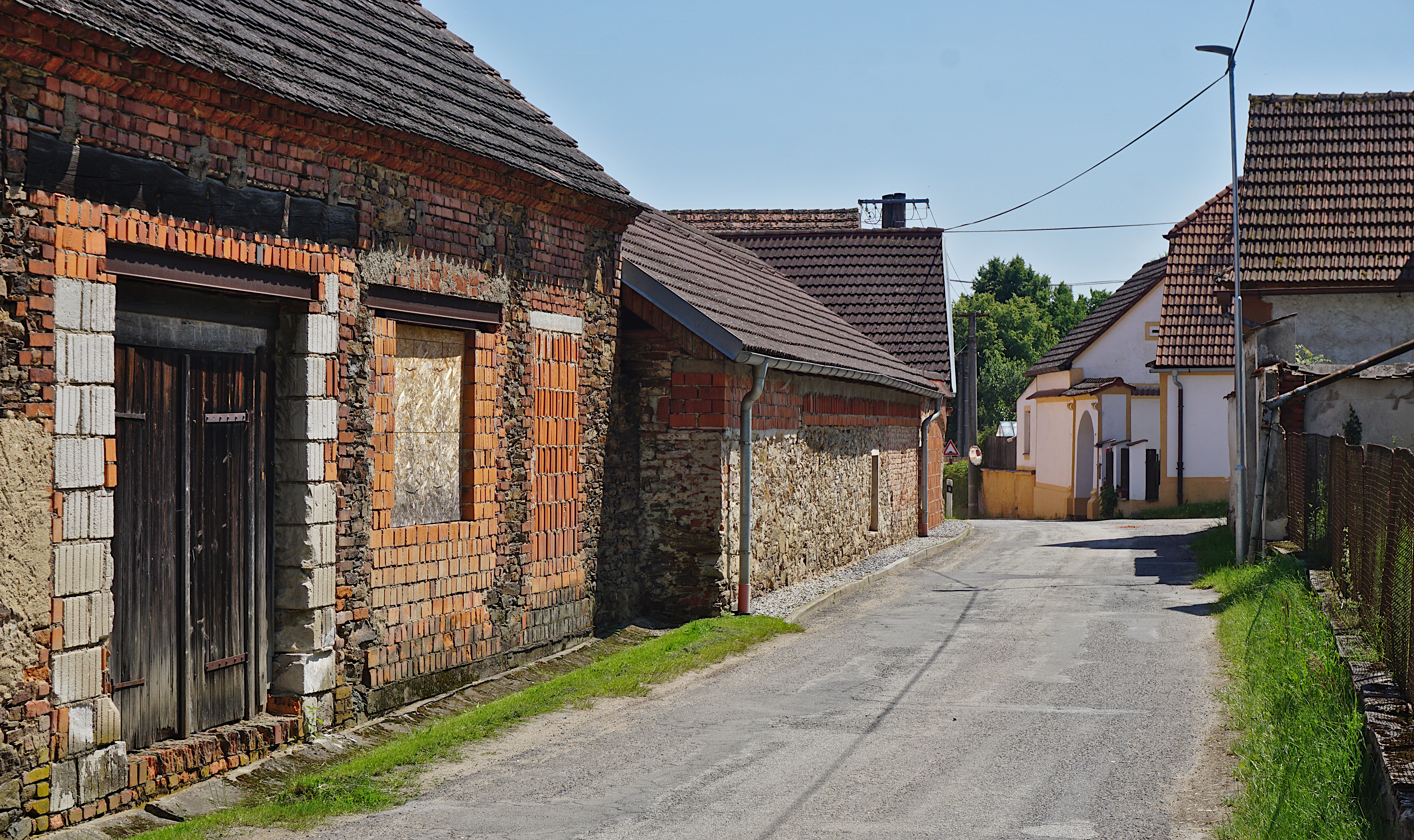
Ve vesnici

Hněvkovice na levém břehu Vltavy jsou vesnice, část města Týn nad Vltavou v okrese České Budějovice v Jihočeském kraji. Nachází se asi 3,5 kilometru jihovýchodně od Týna nad Vltavou. Hněvkovice na levém břehu Vltavy leží v katastrálním území Hněvkovice u Týna nad Vltavou o rozloze 4,48 km².

## Historie
Jméno vsi je odvozeno od osobního jména Hněvek.  Augus Sedláček usuzuje, že ves zde stála již ve 13. století. První písemná zmínka o vesnici pochází z roku 1463. Hněvkovice pravděpodobně náležely k bechyňskému panství. V roce 1549 je ves jmenována jako příslušenství bechyňského zámku. V  roce 1551 Václav ze Švamberka ves prodal Volfovi staršímu Hozlauerovi z Hozlau. V roce 1615 je uváděn Jeroným Hozlauer z Hozlau a na Hněvkovicích. V roce 1621 byla ves  postoupena Janu Častolárovi z Dlouhé Vsi na úhradu válečné půjčky, ten pak Hněvkovice předal pražskému arcibiskupovi, kterým byl tehdy Jan Lohelius, jako náhradu za svůj dluh.
Vesnice Hněvkovice byla jednotná až do roku 1904, kdy byla rozdělena na Hněvkovice na pravém břehu a Hněvkovice na levém břehu. Východní hranice katastru sledovala od problematicky zjistitelné doby východní okraj koryta Vltavy. Na protějším břehu se rozkládala zástavba osady Hněvkovice na pravém břehu Vltavy náležející do katastrálního území obce Dobšice.
V roce 2017 byla na levém břehu Vltavy u Hněvkovic dokončena plavební komora,  která  umožňuje lodím o rozměrech až 44 x 5,6 m překonat rozdíl hladin vytvořený zmodernizovaným jezem.

## Obyvatelstvo
| Rok            | 1869 | 1880 | 1890 | 1900 | 1910 | 1921 | 1930 | 1950 | 1961 | 1970 | 1980 | 1991 | 2001 | 2011 | 2021 |
| -------------- | ---- | ---- | ---- | ---- | ---- | ---- | ---- | ---- | ---- | ---- | ---- | ---- | ---- | ---- | ---- |
| Počet obyvatel | 123  | 164  | 146  | 147  | 149  | 137  | 154  | 188  | 155  | 121  | 101  | 56   | 67   | 71   | 67   |
| Počet domů     | 20   | 21   | 22   | 23   | 23   | 23   | 25   | 28   | 28   | 27   | 24   | 35   | 35   | 34   | 33   |

## Obecní správa
Při sčítání lidu v letech 1850–1905 Hněvkovice na levém břehu Vltavy byly osadou obce Bohunice v okrese Týn nad Vltavou. V letech 1905–1943 byly samostatnou obcí v okrese Týn nad Vltavou. V letech 1943–1945 byly znovu osadou obce Bohunice, ale v letech 1945–1960 byly uváděny znovu jako obec, se kterým patřily nejprve do okresu Týn nad Vltavou, ale od roku 1960 v okrese České Budějovice. Od 12. června 1960 jsou částí města Týn nad Vltavou v okrese České Budějovice, přičemž v problematicky zjistitelné době byla ke katastru Hněvkovic na levém břehu Vltavy překatastrována z katastrálního území Dobšice i pravobřežní osada Hněvkovice na pravém břehu Vltavy.

## Pamětihodnosti
Památkově chráněné objekty:
- Sýpka u čp. 1
- Mohylník

Další dvě památky jsou součástí historických Hněvkovic a v současnosti patří k Hněvkovicím na pravém břehu Vltavy:
- Zámek Hněvkovice je vedený v Seznamu kulturních památek v Týně nad Vltavou. Na pravém břehu Vltavy postavil roku 1584 Jeroným Hozlauer z Hozlau renesanční tvrz, zdobenou pravděpodobně sgrafitovým vzorem. Po bitvě na Bílé hoře byla ves i s tvrzí zkonfiskována. Později byly Hněvkovice přičleněny k arcibiskupskému panství Týn nad Vltavou. Roku 1685 byla tvrz zásluhou arcibiskupa Jana Bedřicha z Valdštejna přestavěna na barokní zámeček obehnaný zdí.[4] V roce 1948 začal být místní zámek využívám pro potřeby školství. Nejprve zde byla od roku 1953 Učňovská škola zemědělská, v současné době je zde Střední odborná škola a Střední odborné učiliště. Komplex školy je tvořen budovami školy, dílen a domova mládeže.
- Královcův mlýn s malou vodní elektrárnou se nachází na pravém břehu Vltavy pod zámkem. Tento mlýn provozoval Karel Královec, který ve dvacátých letech 20. století mlýn přestavěl. Místní mlýn je uváděný v hlubockém urbáři již roku 1490.

## Pověst
Zámecký pán Jeroným Hozlauer z Hozlau se během třicetileté války rozhodl ukrýt své cennosti na zámku. Společně se svým sluhou ukryli a zazdili cennosti do sklepení. Vzhledem k tomu, že se k zámku blížilo vojsko generála Baltasara Marradase, uryhleně opustili zámek zadním vchodem. Během úprku Jeroným Hozlauer usoudil, že by jej mohl sluha zradit a vyzvednout si poklad. Tak ho nedaleko Čihovic probodl. Na tomto místě byla později vystavena kaple svatého Josefa. Po této vraždě Jeroným Hozlauer odejel a ztratil se kdesi ve světě. Po své smrti se začal zjevovat a v podobě bludného jezdce teď straší v hněvkovickém zámku a okolí, kde údajně dodnes hledá ukrytý poklad.